# John Shaw (voile)
Pour les articles homonymes, voir John Shaw.
John Shaw est un skipper australien né le 23 mai 1937 et mort le 23 décembre 1995.

## Carrière
John Cuneo remporte, lors des Jeux olympiques d'été de 1972 à Munich, la médaille d'or dans la catégorie des Dragon.